# Flughafen Montes Claros

i8
i11
i13
Der Flughafen Montes Claros (portugiesisch Aeroporto de Montes Claros; IATA-Code: MOC, ICAO-Code: SBMK) ist ein öffentlicher Flughafen 6 km von Montes Claros, Minas Gerais, Brasilien entfernt.

## Flughafendaten
Der Flughafen umfasst eine Fläche von 200 ha und hat eine Asphaltpiste mit 2500 m Länge und 45 m Breite. Er liegt auf einer Seehöhe von 668 m. Das Passagierterminal ist 733 m² groß. Der Flughafen hat eine Passagierkapazität von 1,5 Mio. per Jahr.

## Geschichte
Die erste Fluggesellschaft, die in der Region operierte, war Panair do Brasil im Jahr 1942, dem Jahr, in dem der Postluftpostdienst begann, und verband Montes Claros mit Belo Horizonte, Salvador und Recife.
Im Jahr 1948 nahm Nacional Serviços Aéreos seine Tätigkeit mit täglichen Flügen auf der Strecke Montes Claros-Belo Horizonte mit Douglas DC-3 mit einer Kapazität für 24 Passagiere auf. Varig übernahm 1965 die Linien von Panair do Brasil und Montes Claros wurde erstmals von Avro-Flugzeugen mit einer Kapazität für die Beförderung von 40 Passagieren angeflogen.
In den 1970er Jahren wurde die Landebahn des Flughafens Montes Claros renoviert und auf 2100 Meter erweitert. Ab 1974 führte Varig Flüge mit Boeing 737-200 zwischen Rio de Janeiro und Salvador mit Zwischenstopps in Montes Claros durch.
Im Jahr 1977 wurde die Start- und Landebahn renoviert und auf 2100 Meter Länge erweitert. Im selben Jahr ließ sich Nordeste Linhas Aéreas in Montes Claros nieder und verband die Stadt mit regelmäßigen Flügen nach Belo Horizonte sowie nach Salvador, Guanambi und Vitória da Conquista in Bahia.
Der offizielle Name des Flughafens Montes Claros wurde 2003 geändert und zu Ehren des Arztes und Politikers, der Stadtrat, Vizebürgermeister und Bürgermeister der Stadt war, in Mário Ribeiro umbenannt.
Ab 1980 betrieb Infraero den Flughafen.
Ende 2021 wurde die Erweiterung des Terminals abgeschlossen, welche die Passagierkapazität pro Jahr auf 1,5 Mio. erhöht.
Am 29. März 2023 unterzeichnete Aena den Konzessionsvertrag für elf Flughäfen in Brasilien, darunter den Flughafen Montes Claros. Aena erhielt die Konzession für die Flughäfen im August 2022 mit einer Konzessionslaufzeit von 30 Jahren, ab dem 3. Quartal 2023 übernimmt Aena den Betrieb.

## Flugbetrieb
Im Jahr 2022 wurden 249.762 Passagiere transportiert.
Gol Linhas Aéreas und Azul Linhas Aéreas sind die wichtigsten Fluggesellschaften, ⁣⁣die den Flughafen bedienen, seit 2022 auch LATAM Airlines Brasil.